# 橋本乃依
橋本 乃依（はしもと のい、2001年3月16日 - ）は日本の女優。

## 人物
趣味・特技はギター、ホルン、ピアノ。

## 出演

### バラエティ
- 今夜はナゾトレ（2017年8月15日、フジテレビ）
- 痛快TV スカッとジャパン（2020年1月27日・3月9日、フジテレビ）
- 新しいカギ（2021年5月14日、フジテレビ）

### ドラマ
- 中学聖日記（2018年10月9日 - 12月18日、TBS）
- 電影少女-VIDEO GIRL MAI 2019-（2019年4月11日 - 6月21日、テレビ東京）
- 僕等の物語（2020年5月27日 - 、YouTube）- 高橋桃花 役
- ルパンの娘（2020年10月22日、フジテレビ）- 浅倉真奈 役
- キス×kiss×キス ～デキアイシンデレラ～（2022年1月11日・25日、dTV）[1]
- しもべえ（2022年1月7日 - 、NHK総合）- 瀬戸口奈美 役

### 配信ドラマ
- 東京彼女 1月号（2024年1月8日 - 、YouTube） - しおり 役[2]

### 映画
- 死刑にいたる病（2022年5月6日、クロックワークス）[3]

### ラジオ
- YAMAMAN presents MUSIC SALAD FROM U-kari STUDIO （2023年4月5日 - 、bayfm）　水曜担当DJ

### CM
- 代々木ゼミナール 合格ラインを、ぶっちぎれ!」（2018年）
- 東京ばな奈 キットカットで「見ぃつけたっ」WEB （2018年）
- マクドナルド「マックフライポテト全サイズ150円 みんなの味。」
- 大幸薬品「クレベリン」（2019年）
- タウンワーク AbemaTV版 （2019年）
- LINEタイムライン WEBムービー「次の日が楽しみになる、バースデーカード」篇（2019年）[4]
- WELLA Web（2020年）[5]
- 岩手県庁PRムービー（2020年）
- ヤマダデンキ「新生活始まりの日 編」（2020年）
- J:COM（2020年）
- 厚生労働省労働基準局（2021年）Web[6]

### MV
- 大橋トリオ「S.M.I.L.E.S」
- Rin音「dear zombie」（2024年）